# 東京スカイツリータウン MXご自慢ライブ
東京スカイツリータウン® MXご自慢ライブ（とうきょうスカイツリータウン エムエックスごじまんライブ）は、東京メトロポリタンテレビジョン（TOKYO MX）と、とちぎテレビで2013年1月6日から3月31日まで放送されていたローカルワイド番組である（以下、『MXご自慢ライブ』と表記）。東京スカイツリータウン内にある「TOKYO SKYTREE TOWN STUDIO」（東京ソラマチ1階）からの生放送である。
本稿では、当番組の前身で2012年に放送されていたご自慢ライブ おしあげNOW（ごじまんライブ おしあげナウ）についても詳述する（以下、『おしあげNOW』と表記）。

## 概要

### ご自慢ライブ おしあげNOW
東京スカイツリーの2012年5月22日開業にあわせる形で、開業して最初の日曜日である2012年5月27日に開始した生放送番組である。番組名の「おしあげ」は、東京スカイツリーがある東京都墨田区押上に由来。番組開始当初より、とちぎテレビに同時ネットしている。内容としては、毎回ゲストを呼んでのトークが中心であり、ゲストにあわせた形で「○○特集」「○○スペシャル」として放送される。前述のとおり、日曜に東京ソラマチにあるサテライトスタジオからの放送であるため、スタジオ周辺にスカイツリーの観光客などが多く集まる。
また、サブタイトルに「ご自慢ライブ」とあるように、その回で特集しているテーマにあわせた自慢を持った一般人が出演して、その技やコレクションを披露する。こうした一般人の中から特徴的だった1名には、毎週東京スカイツリー天望デッキの入場券がプレゼントされる。
なお、2012年10月からは『ウェザー60』を挿入する関係で、1分短縮した13:59番組終了となった。
後述する2013年1月1日のスペシャル版を以って、『おしあげNOW』としての放送を終了した。

### 東京スカイツリータウン®MXご自慢ライブ
2013年1月6日に放送開始。内容は基本的に『おしあげNOW』とほぼ同様である。
「東京スカイツリータウン」という名称は、東武タワースカイツリーの登録商標であるため、タイトルには登録商標マークである「®」がつけられている。
2013年4月から、東京スカイツリーからの生放送枠が『5時に夢中!サタデー』を放送していた土曜11時台に変更される都合上、当番組は2013年3月で終了することになった。2013年4月からは、『サタデーLIVE』として放送される。

### 番組の流れ
概ねの番組の進行順は、『おしあげNOW』・『MXご自慢ライブ』ともに以下のとおり（「おしあげペディア」「つぶやきペディア」は2012年7月開始）。
1. スタジオの外（ソラマチひろば）で、MC2人（三ツ矢・マギー[1]）が挨拶して、その後ソラマチひろばにゲストが登場。その後タイトルコール。
2. タイトルコール後、MC2人とゲストがサテライトスタジオに入る。すでにサテライトスタジオには情報ナビゲーターの日髙、おしあ芸人のつぶやきシロー[2]がいる。
3. 「おしあげペディア」として、ゲストの簡単なプロフィールを、ウィキペディアに実際に書かれている内容で紹介する。このとき、ウィキペディアの内容の真偽をゲストに確認し、間違いがあれば指摘する。この後、ウィキペディアには書かれていないような裏エピソードを「つぶやきペディア」としてつぶやきシローが紹介する。「つぶやきペディア」がない場合もあり、この場合は簡単なプロフィールの紹介だけに留める。
4. ゲストに関連したコーナーを行う。この中で随時、ゲストに関連した自慢を持つ一般人が登場する。
5. 番組終盤で「ご自慢スクープ」として、ZAKZAKに掲載されている記事の中から最新芸能ニュースを紹介する。『MXご自慢ライブ』以降は、上坂がザガット・サーベイ東京版編集者でもあることから、グルメを紹介する「くるしゅうない!殿がいく!」というコーナーも開始された。
6. 自慢を持ってきた一般人の中から、天望デッキ入場券プレゼントの当選者を決める。また、視聴者にも同じプレゼントをするため、必要なキーワードが三ツ矢より発表される。

## 出演者
- 三ツ矢雄二（MC）
回によっては、出演するゲストにあわせたコスプレをすることがある。
- マギー（MC）
2013年1月6日（『MXご自慢ライブ』初回）は正月休み、2月10日は仕事の都合、3月24日は春休みのため欠席。
- 日髙のり子（情報ナビゲーター）
常にiPadを持っていて、視聴者からのtwitterや、前述のZAKZAKの記事はこのiPadで見せる。
- つぶやきシロー（おしあ芸人・アシスタント）
第1回放送でゲスト出演後、2012年7月よりレギュラー出演。毎回『おしあげNOW』のロゴが入った番組スタッフ用のジャンパー・ポロシャツを着用して出演する。『MXご自慢ライブ』に改称後も、『おしあげNOW』時代の番組ロゴが入ったジャンパー・ポロシャツを着用しているが、その上からどてらを着ているので、『おしあげNOW』のロゴは隠れるようになっている。
なお、番組開始当初は山本栄治（アンバランス）が定期的に出演していたが、つぶやきシローが出演してからは出演しなくなり、最終回で久々に出演した。
- 上坂元（ZAKZAK芸能担当記者、ザガット・サーベイ東京版編集担当）
『おしあげNOW』時代にはZAKZAK担当記者としてのみの出演であったが、『MXご自慢ライブ』以降は前述の新コーナー開始に伴いザガットの編集者であることも肩書きとして加わっている。

## 放送局と放送時間
| 放送対象地域 | 放送局                                           | 系列  | 放送日時                                | 備考                                                                               |
| ------------ | ------------------------------------------------ | ----- | --------------------------------------- | ---------------------------------------------------------------------------------- |
| 東京都       | 東京メトロポリタンテレビジョン (TOKYO MX) 製作局 | JAITS | 日曜 13時00分 - 13時59分 （同時ネット） | スポーツ中継放送・都議会ダイジェスト放送時は休止。 2012年9月までは14時までの放送。 |
| 栃木県       | とちぎテレビ (GYT、とちテレ)                     | JAITS | 日曜 13時00分 - 13時59分 （同時ネット） | スポーツ中継放送・都議会ダイジェスト放送時は休止。 2012年9月までは14時までの放送。 |

## 特別番組
- おしあげNOW新春スペシャル 東京スカイツリーからおめでとう!
  - 放送日時：2013年1月1日（火・祝）
    - 第一部 13:00 - 16:00
    - 第二部 16:30 - 17:30（16:00 - 16:30は『新春 東京スカイ座寄席』を放送するため中断）

TOKYO MXのみ放送。とちぎテレビは当該時刻に『浅草お茶の間寄席』新春特番（千葉テレビ放送制作）などを放送するため、ネットしない。
  - MC：宮本隆治、住吉美紀（両名とも元NHKアナウンサー）
  - 出演：三ツ矢雄二、マギー、日髙のり子、つぶやきシロー
  - 第一部では当番組の通常放送を拡大した形で放送。第二部では東日本大震災からの復興特集として、東北地方をとりあげる。この日に限り、東京ソラマチ4階に設けられた特設スタジオからの放送となった。
  - この番組が、『おしあげNOW』としては最後の放送となった（とちぎテレビでは2012年12月23日放送分が最後となった）。

## 主なスタッフ
- 構成：すずきB、清水寛生、井上崇、知久哲也
- 音効：江本成治（CUBIC）
- AP：鈴木佐江子
- デスク：内田裕子
- ディレクター：佐藤俊一郎、山本雅泰、岩橋正憲、石田年弘
- AD：冨田昌志
- 演出：上西浩之（EAST）
- プロデューサー：佐藤仁（TOKYO MX）、笹山正勝・木庭民夫（MXエンターテインメント）、成田肇（EAST）
- 制作：MXエンターテインメント、EAST ENTERTAINMENT
- 制作著作：TOKYO MX